# 七色線
七色線（日语：レインボーライン），是日本純種競賽馬匹。生涯活躍於中長途賽事，曾勝出2018年春季天皇賞。

## 出賽前
2013年4月1日出身於北海道安平町北部牧場，於拍賣會中被馬主三田昌宏以5400萬日圓購入。
其後交由栗東訓練中心練馬師淺見秀一訓練。

## 競賽生涯

### 2歲
2015年8月2日出戰札幌競馬場2歲新馬戰，於其中獲得第二，其後出戰2歲未勝利戰再度獲得第二。
8月30日出戰另一場2歲未勝利戰，終於於其中以爆發末腳的方式取首勝。
10月31日出戰公開賽荻錦標，雖然跑出優秀的末腳，但仍然未能超越前方的玄晶石及醒目奧丁獲得第三。
其後出戰東京體育盃兩歲錦標，未能衝出加速之下以第九大敗。
12月27日出戰條件戰千兩賞，最終以頭位優勢壓過Sunrise Couronne獲得勝利。

### 3歲
2016年首戰爲新山紀念，比賽初段停留於中團位置，但進入直路後再度未能發揮速度，最終以第六完賽。
2月28日出戰雅靈頓盃，比賽初處於中團後方位置，通過彎道時開始爬升，進入直路後其隨即和一同衝出的Dantsu Prius展開纏鬥，最終成功以鼻位優勢險勝對手取得首個分級賽冠軍。

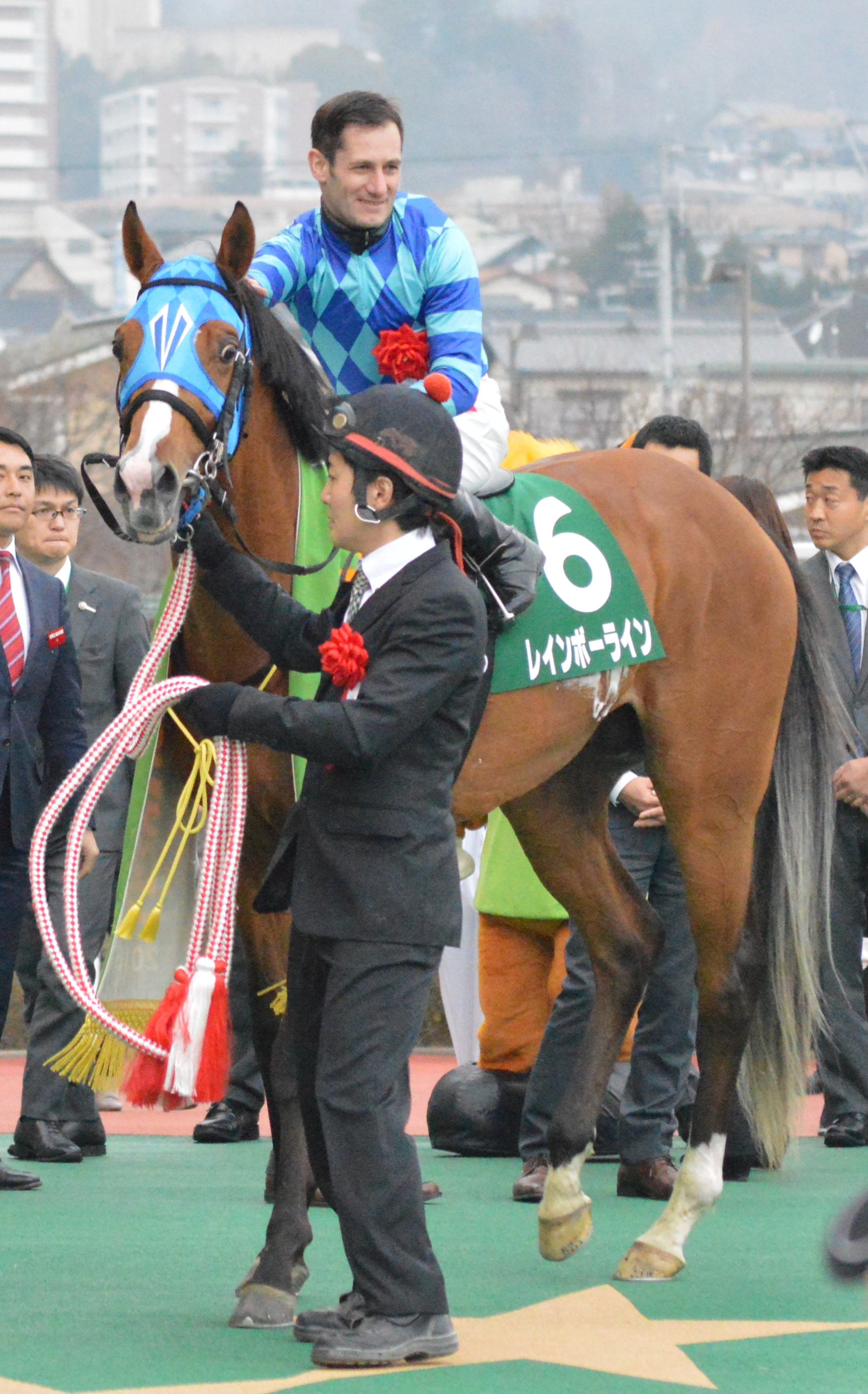
雅靈頓盃頒獎儀式

其後出戰新西蘭盃，雖然於直路成功衝出，但未能扭轉初段留後組成的劣勢，最終僅跑獲第五。
5月8日出戰NHK一哩賽，賽前因其不穩定的戰績而僅獲第十二人氣。比賽開始後前方由Major Emblem帶出，七色線則於第九的中團位置追走。進入直路後，其隨即加速衝刺追擊前方的賽駒，最終衝出馬群之下成功爆冷奪得季軍。
5月28日增程出戰東京優駿（日本打吡），然而於直路上未能衝出，最終一直停留於後方下以第八完賽。
短暫放草後於8月出戰札幌紀念，爲其首次和年長馬匹決戰。比賽開始後其繼續取用居中戰術，並一直保持穩定的節奏。進入直路後，其隨即加速跑出全場最快末腳下超越新紀錄等一衆對手，但未能超越於前方保持速度的新寫實派及滿樂時，最終以第三完賽。
10月23日出戰菊花賞，僅獲得第九人氣。比賽開始後其處於中團靠後位置追走，通過第三彎道後開始逐步爬升並準備加速。進入直路後，其由馬群當中衝出並跑出後600米34.2秒的的末腳，雖然未能追上里見光鑽，但仍然以鼻位壓贏天域龍馬取得第二。
其後出戰日本盃，比賽初段由北部玄駒領放並做出前1000米61.7秒的慢步速，面對此對居中及後上馬不利的慢步速，七色線未能應對之下僅能發揮些少加速力，最終以第六完賽。

### 4歲
2017年春季其出師不利，先於3月的日經賞獲得第四，其後更於春季天皇賞以第十二大敗，6月出戰寶塚紀念亦未能獲勝僅獲得第五。
進入秋季後雖然於秋季天皇賞有所好轉，僅敗於北部玄駒及里見皇冠跑獲一席第三，但於日本盃及有馬紀念再度失準下分別以第六及第八完賽。

### 5歲
2018年首戰爲阪神大賞典，雖然比賽初段仍然選擇留後，但其於最後彎道時候經已抽出準備加速，最終在直路成功衝出之下獲得暌違2年的勝利。
4月29日出戰春季天皇賞，於贏得前哨戰阪神大賞典下僅次於高尚駿逸獲得第二人氣。比賽開始後，前方由山勝雷神帶出，高尚俊逸於前方追走，而七色線則於第後方位置等待時機。進入直路後，其抽入內欄逐步加速，最終於轟出全場最快的後600米35.2秒末腳下，成功於最後關頭超越中檔的高尚駿逸及關鍵一擊取得首個一級賽冠軍。

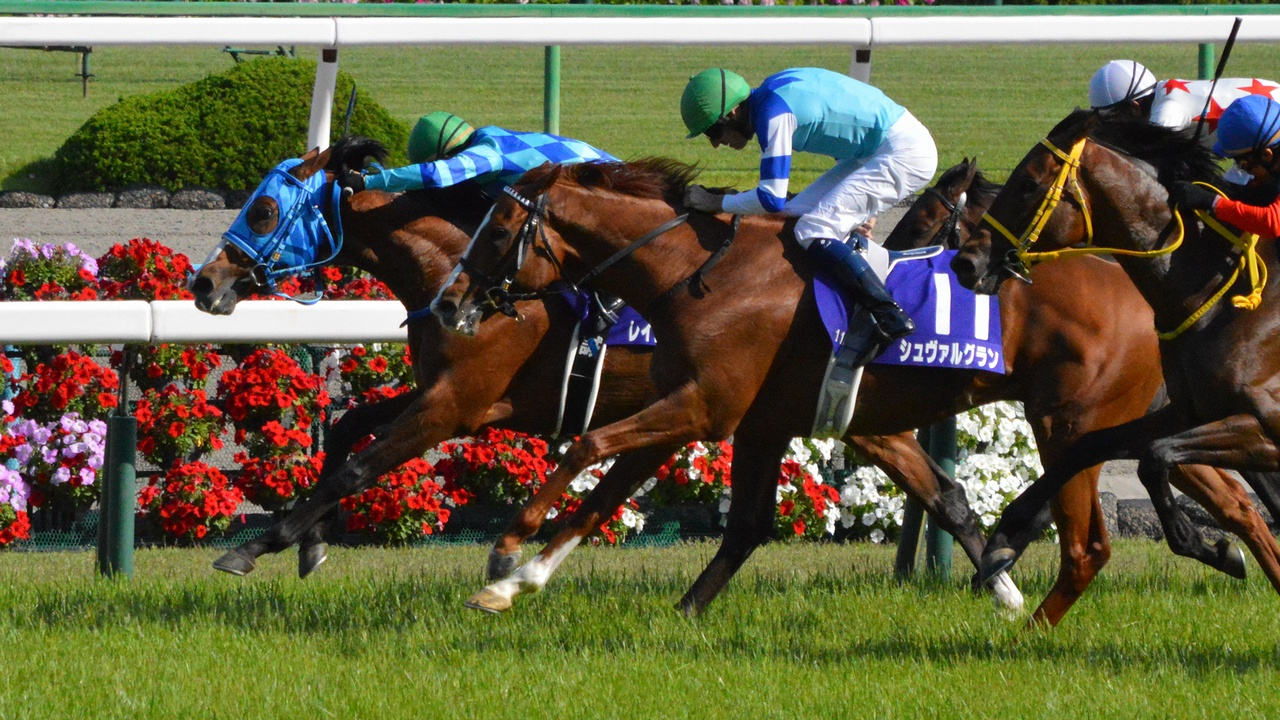
出戰春季天皇賞的七色線

然而賽事完結後騎師岩田康誠發現其步伐有異因而下馬，簡短檢查過後確認其右前腳不良於行，陣營遂安排運馬車接載。5月2日經過詳細檢查後發現其右前腳肌腱及韌帶有多處損傷，最終經過長期觀察後於6月6日確認爲肌腱及韌帶同時斷裂下被安排退役。

### 詳細賽績
| 日期       | 舉辦國家 | 馬場 | 距離   | 級別 | 賽事名稱           | 負重 | 騎師     | 馬號 | 出馬 | 名次 | 時間   | 頭馬（二馬）         |
| ---------- | -------- | ---- | ------ | ---- | ------------------ | ---- | -------- | ---- | ---- | ---- | ------ | -------------------- |
| 2/8/2015   | 日本     | 札幌 | 草1800 |      | 2歲新馬            | 54   | 四位洋文 | 7    | 7    | 2    | 1:52.6 | Prophet              |
| 15/8/2015  | 日本     | 札幌 | 草1800 |      | 2歲未勝利          | 54   | 四位洋文 | 11   | 14   | 2    | 1:50.5 | Love Leo             |
| 30/8/2015  | 日本     | 札幌 | 草1800 |      | 2歲未勝利          | 54   | 四位洋文 | 9    | 9    | 1    | 1:49.5 | （Tizona）           |
| 31/10/2015 | 日本     | 京都 | 草1800 | OP   | 萩錦標             | 55   | 岩田康誠 | 5    | 5    | 3    | 1:47.8 | 玄晶石               |
| 23/11/2015 | 日本     | 東京 | 草1800 | GIII | 東京體育盃兩歲錦標 | 55   | 蛯名正義 | 8    | 11   | 9    | 1:50.1 | 醒目奧丁             |
| 27/12/2015 | 日本     | 阪神 | 草1600 |      | 千兩賞             | 55   | 幸英明   | 1    | 10   | 1    | 1:35.8 | （Sunrise Couronne） |
| 10/1/2016  | 日本     | 京都 | 草1600 | GIII | 新山紀念           | 56   | 幸英明   | 5    | 18   | 6    | 1:35.4 | 火之呼喚             |
| 27/2/2016  | 日本     | 阪神 | 草1600 | GIII | 雅靈頓盃           | 56   | 杜滿萊   | 6    | 14   | 1    | 1:34.1 | （Dantsu Prius）     |
| 9/4/2016   | 日本     | 中山 | 草1600 | GII  | 新西蘭盃           | 56   | 内田博幸 | 6    | 14   | 5    | 1:34.0 | Dantsu Prius         |
| 8/5/2016   | 日本     | 東京 | 草1600 | GI   | NHK一哩賽          | 57   | 福永祐一 | 18   | 18   | 3    | 1:32.9 | Major Emblem         |
| 29/5/2016  | 日本     | 東京 | 草2400 | GI   | 東京優駿           | 57   | 福永祐一 | 4    | 18   | 8    | 2:24.7 | 豐收節               |
| 21/8/2016  | 日本     | 札幌 | 草2000 | GII  | 札幌紀念           | 54   | 福永祐一 | 2    | 16   | 3    | 2:02.1 | 新寫實派             |
| 23/10/2016 | 日本     | 京都 | 草3000 | GI   | 菊花賞             | 57   | 福永祐一 | 11   | 18   | 2    | 3:03.7 | 里見光鑽             |
| 27/11/2016 | 日本     | 東京 | 草2400 | GI   | 日本盃             | 55   | 李慕華   | 14   | 17   | 6    | 2:26.4 | 北部玄駒             |
| 25/3/2017  | 日本     | 中山 | 草2500 | GII  | 日經賞             | 55   | 杜滿萊   | 9    | 16   | 4    | 2:33.1 | 意式甜釀             |
| 30/4/2017  | 日本     | 京都 | 草3200 | GI   | 春季天皇賞         | 58   | 杜滿萊   | 16   | 17   | 12   | 3:14.3 | 北部玄駒             |
| 25/6/2017  | 日本     | 阪神 | 草2200 | GI   | 寶塚紀念           | 58   | 岩田康誠 | 7    | 11   | 5    | 2:12.3 | 里見皇冠             |
| 29/10/2017 | 日本     | 東京 | 草2000 | GI   | 秋季天皇賞         | 58   | 岩田康誠 | 8    | 18   | 3    | 2:08.7 | 北部玄駒             |
| 26/11/2017 | 日本     | 東京 | 草2400 | GI   | 日本盃             | 57   | 岩田康誠 | 9    | 17   | 6    | 2:24.7 | 高尚駿逸             |
| 24/12/2017 | 日本     | 中山 | 草2500 | GI   | 有馬紀念           | 57   | 岩田康誠 | 8    | 16   | 8    | 2:34.3 | 北部玄駒             |
| 18/3/2018  | 日本     | 阪神 | 草3000 | GII  | 阪神大賞典         | 56   | 岩田康誠 | 7    | 11   | 1    | 3:03.6 | （千古傳誦）         |
| 29/4/2018  | 日本     | 京都 | 草3200 | GI   | 春季天皇賞         | 58   | 岩田康誠 | 12   | 17   | 1    | 3:16.2 | （高尚駿逸）         |

## 退役後
退役後，七色線成爲了配種馬，於北海道新冠町優駿Stallion Station休養，最2019年進行配種。首批子嗣於2020年出生，首批子嗣可於2022年出賽。
2022年9月10日由配種馬退役，前往北海道苫小牧市北方馬匹公園作為乘騎馬使用。

## 血統簡介
父系黃金旅程爲日本賽駒，生涯戰績不俗，曾勝出香港瓶，退役後配種成績亦非常優秀。祖父週日寧靜是美國三冠賽雙軍馬，退役後在日本配種，在日本馬壇相當成功，贏得多項分級賽事，其子嗣贏得巨額獎金。
母系Regenbogen爲日本賽駒，生涯出賽四場僅勝出一場。外祖父French Deputy爲美國賽駒，曾勝出二級賽。

### 血統表
| 父線：週日寧靜系（Halo系）                |                              |                 |                 |
| 種馬 黃金旅程 1994年（深棗色）            | 週日寧靜 1986年（棕色）      | Halo            | Hail to Reason  |
| 種馬 黃金旅程 1994年（深棗色）            | 週日寧靜 1986年（棕色）      | Halo            | Cosmah          |
| 種馬 黃金旅程 1994年（深棗色）            | 週日寧靜 1986年（棕色）      | Wishing Well    | Understanding   |
| 種馬 黃金旅程 1994年（深棗色）            | 週日寧靜 1986年（棕色）      | Wishing Well    | Mountain Flower |
| 種馬 黃金旅程 1994年（深棗色）            | Golden Sash 1988年（栗色）   | Dictus          | Sanctus         |
| 種馬 黃金旅程 1994年（深棗色）            | Golden Sash 1988年（栗色）   | Dictus          | Doronic         |
| 種馬 黃金旅程 1994年（深棗色）            | Golden Sash 1988年（栗色）   | Dyna Sash       | 北方風味        |
| 種馬 黃金旅程 1994年（深棗色）            | Golden Sash 1988年（栗色）   | Dyna Sash       | Royal Sash      |
| 繁殖雌馬 Regenbogen 2002年（棗色）        | French Deputy 1990年（栗色） | Deputy Minister | Vice Regent     |
| 繁殖雌馬 Regenbogen 2002年（棗色）        | French Deputy 1990年（栗色） | Deputy Minister | Mint Copt       |
| 繁殖雌馬 Regenbogen 2002年（棗色）        | French Deputy 1990年（栗色） | Mitterand       | Hold Your Peace |
| 繁殖雌馬 Regenbogen 2002年（棗色）        | French Deputy 1990年（栗色） | Mitterand       | Laredo Lass     |
| 繁殖雌馬 Regenbogen 2002年（棗色）        | Rainbow Fast 1992年（栗色）  | Rainbow Amber   | Amber Shadai    |
| 繁殖雌馬 Regenbogen 2002年（棗色）        | Rainbow Fast 1992年（栗色）  | Rainbow Amber   | Eden Blues      |
| 繁殖雌馬 Regenbogen 2002年（棗色）        | Rainbow Fast 1992年（栗色）  | Rainbow Rose    | First Family    |
| 繁殖雌馬 Regenbogen 2002年（棗色）        | Rainbow Fast 1992年（栗色）  | Rainbow Rose    | Petite Amie     |
| 雌系：號族：19                            |                              |                 |                 |
| 五代內近親交配：北方風味4×5、北地舞人 5×5 |                              |                 |                 |

## 命名由來
名字Rainbow Line（レインボーライン）意思即是彩虹，香港取其意，翻譯为「七色線」。

## 外部連結
- 七色線 netkeiba.com （页面存档备份，存于）
- 血統表 （页面存档备份，存于）